# آروم
آروم ایتالیکوم (نام علمی: Arum italicum) نام یک گونه از سرده کارده است. این گیاه در کوه‌های یامان داغی خراسان مشاهده شده است.

## نگارخانه

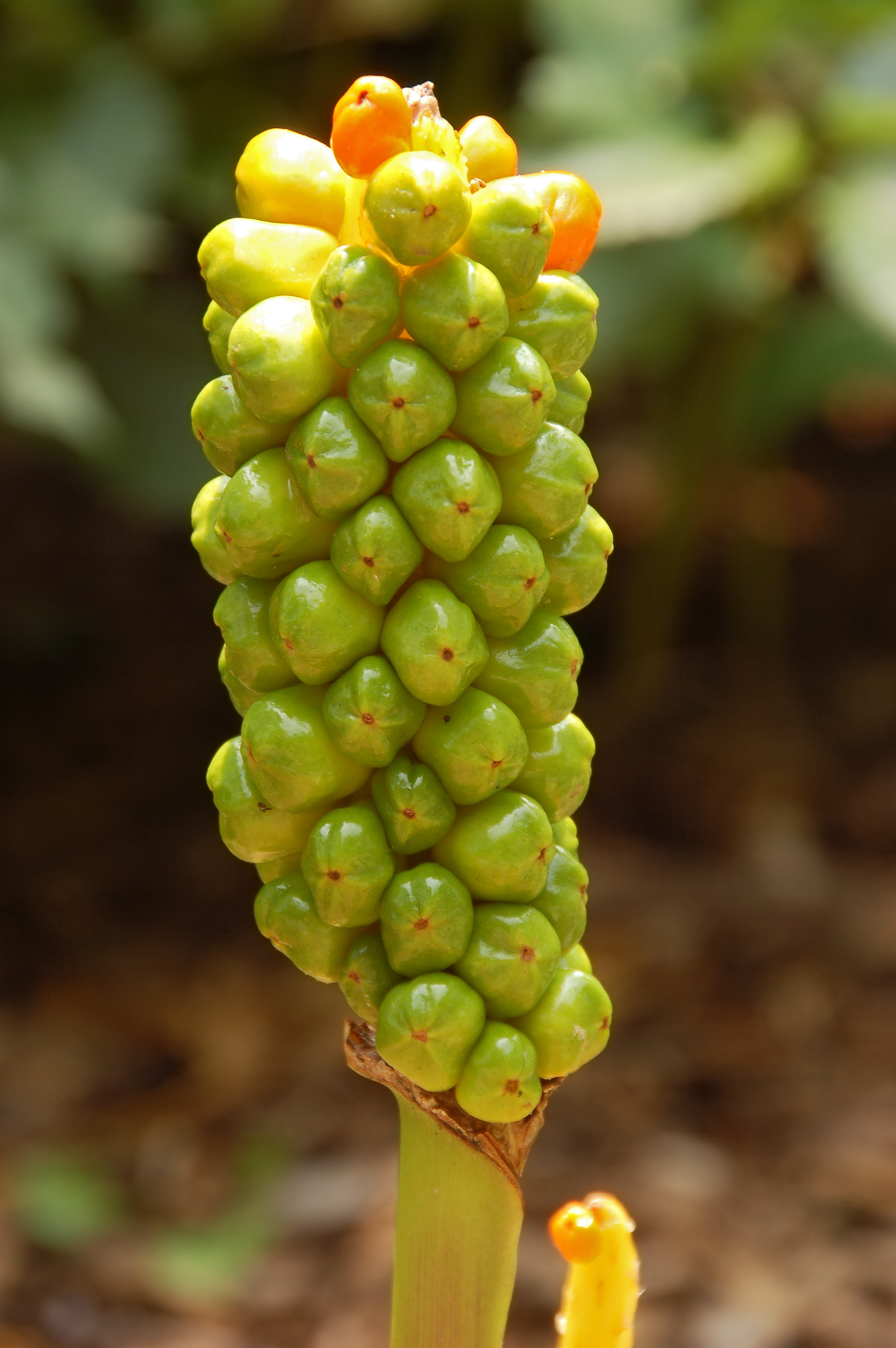
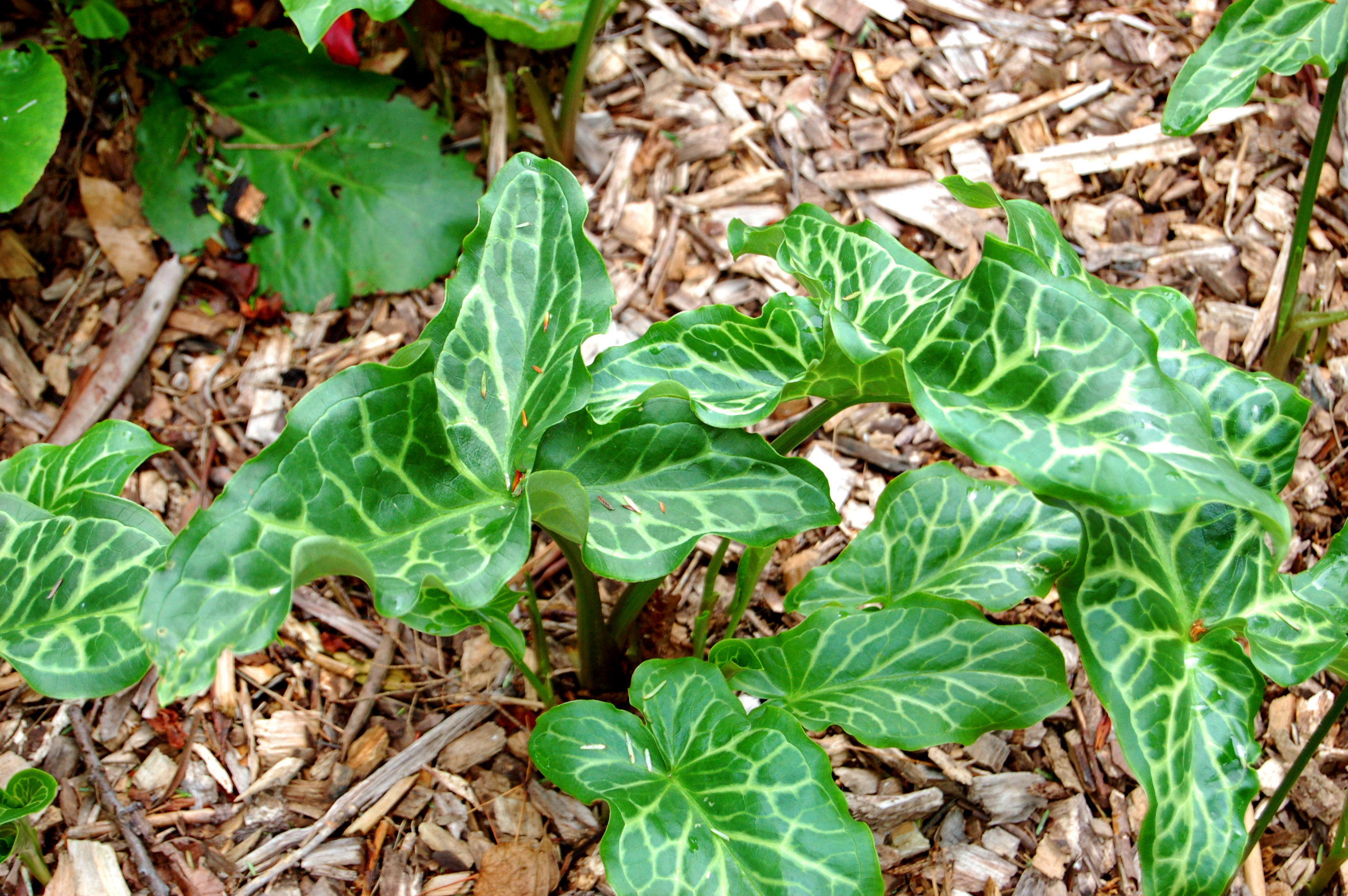
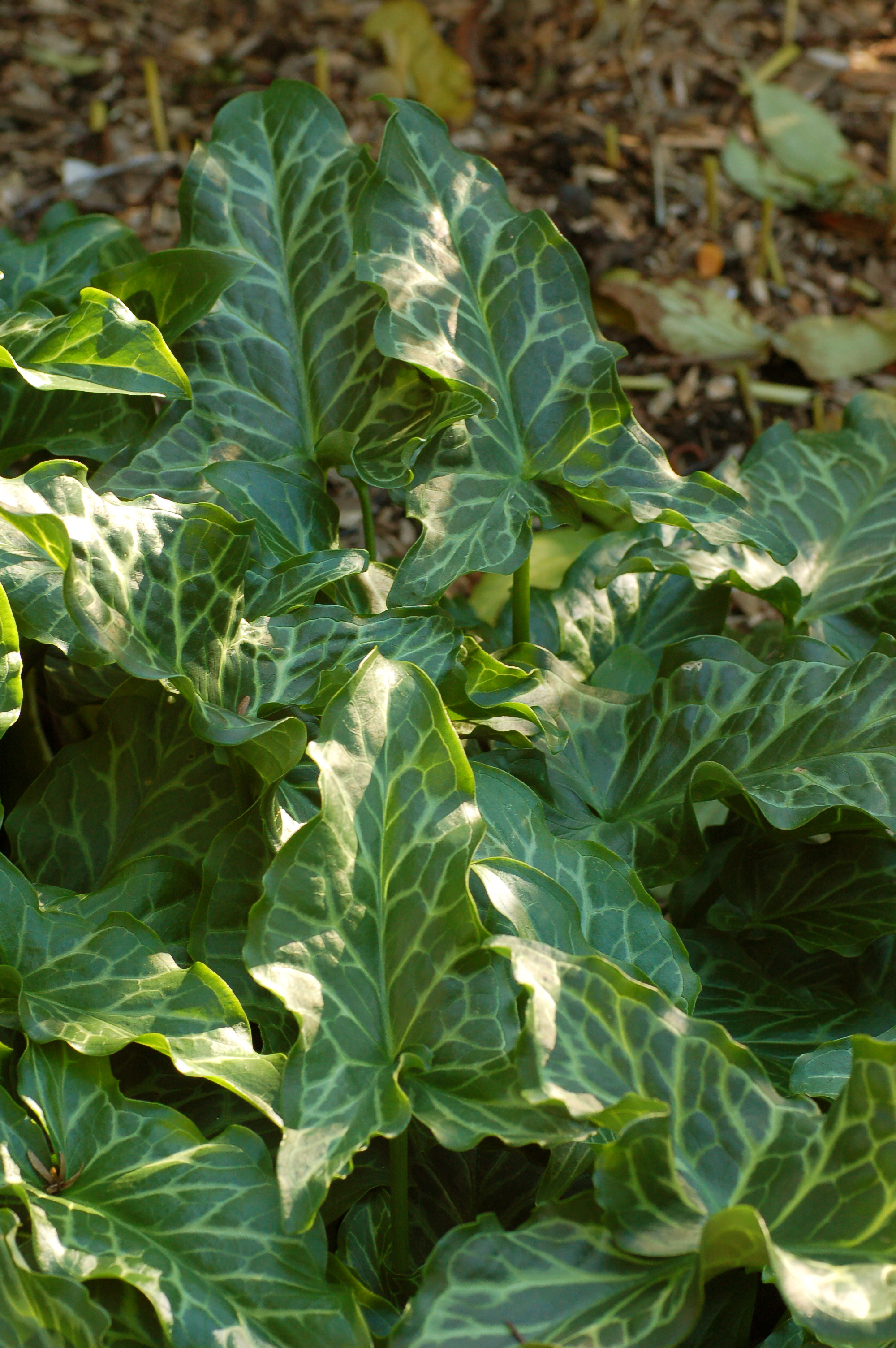
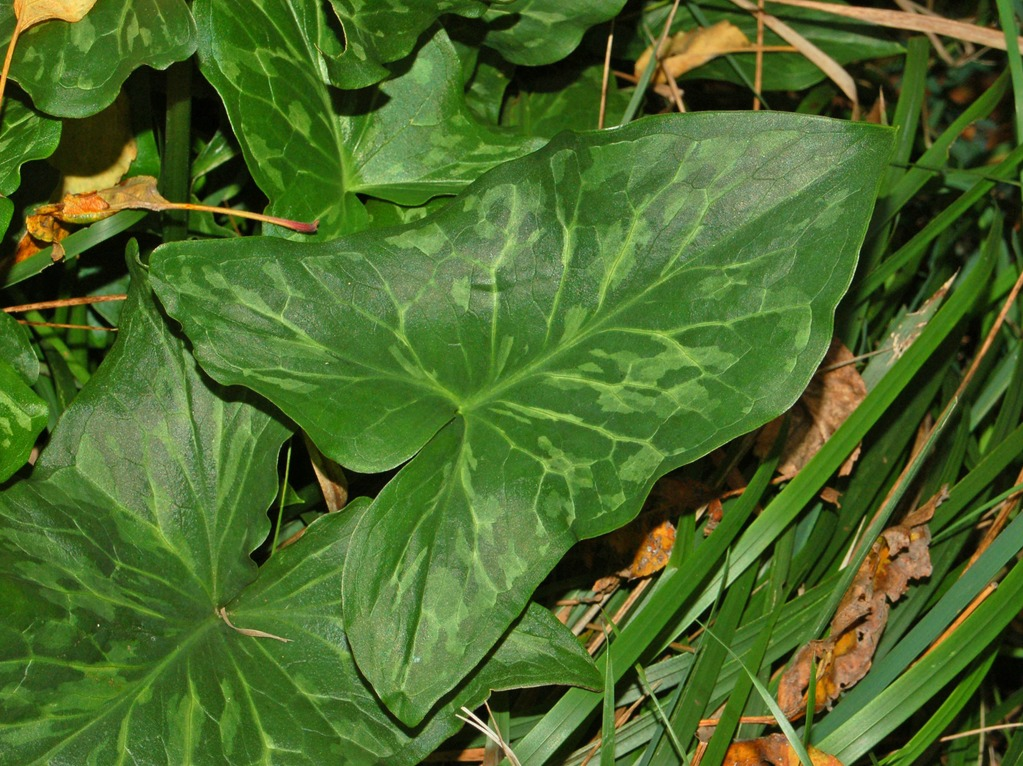